# Comodo Group
Comodo Group, Inc. ist eine Unternehmensgruppe, die Software und SSL-Zertifikate bereitstellt. Der Hauptsitz befindet sich in den Vereinigten Staaten in Clifton, New Jersey. Es gibt weltweit Zweigniederlassungen, wie in Großbritannien, Rumänien, der Volksrepublik China, Indien, der Türkei oder in der Ukraine. Comodo war bis zum Verkauf dieses Geschäftsbereiches der größte Aussteller von SSL-Zertifikaten mit 36,6 % Marktanteil (Stand Februar 2015).

## Geschichte
Das Unternehmen wurde 1998 von Melih Abdulhayoğlu in Großbritannien gegründet. Der Sitz befindet sich seit 2004 in den Vereinigten Staaten. Die Produkte richten sich hauptsächlich an Computer- und Internetsicherheit. Comodo betrieb eine Zertifizierungsstelle, die SSL-Zertifikate ausgab, eine Internetsecurity, die einen Antivirus und eine Firewall beinhaltet, und bietet auch andere Web- und Netzschutzdienstleistungen an.

## Unternehmen
- Comodo CA Lmtd stellte bis zum Oktober 2017 als Zertifizierungsstelle SSL- und andere digitale Zertifikate aus. Diesen Bereich übernahm die Beteiligungsgesellschaft Francisco Partners. Sie erwarb seit 2002 über 150 Technologieunternehmen, darunter einen 70-%-Mehrheitsanteil an der israelischen NSO Group, die auch das Programm Pegasus anbietet.[6]
- Comodo Security Solutions, Inc entwickelt und bietet Schutzsoftware wie beispielsweise ComodoAntivirus sowie Netzschutzdienstleistungen für Unternehmen und für den Privatgebrauch an. Der Hauptsitz befindet sich in Clifton, USA.[7]
- DNS.com bietet eigene DNS-Server an. Der Hauptsitz befindet sich in Louisville Ky, USA.[8]

## Produkte

### Comodo SSL
Comodo wurde als Zertifizierungsstelle gegründet, welche Comodo SSL und andere Zertifikate ausstellte. Die Haupteinnahmen stammen von den Produkten für das Geschäfts- und Unternehmerwesen.

### Internet Security
Comodo Internet Security (CIS) ist eine Freeware für den Desktop. Es ist eine Firewall, ein Antivirusprogramm und eine im Hintergrund laufende Überwachung. Für weitere Funktionen muss man aber eine erweiterte Version kaufen.

### Antivirus
Comodo Antivirus – Ein gratis Antivirus, der alle gängigen Betriebssysteme, wie auch Mac, Linux und Windows unterstützt. Comodos neuster Antivirus unterstützt Windows 10.
1. Windows Antivirus – Unterstützt alle Windows-Versionen ab Windows XP SP2.[12]
2. Mac Antivirus – Unterstützt die Versionen ab Mac OS X 10.4.[13]
3. Linux Antivirus – Unterstützt alle Ubuntudistributionen ab Ubuntu 12.04.[14]

### Mobile Security
Comodo Mobile Security ist eine kostenlose Android Variante, welche Android vor Viren, Würmern und gefährlichen Skripten schützt. Zusätzlich unterstützt sie auch Funktionen wie beispielsweise SMS & Call Blocking, einen Software und Prozessor Manager, Backup von Daten und Apps und eine Datenaustausch Kontrolle.

### Webbrowser
1. Comodo Dragon – Ein Chromium-basierter Browser, welcher mit Schutzmechanismen ausgestattet wurde.
2. Comodo Chromodo – Der einzige Unterschied zum Dragon-Browser ist das Standarddesign; wurde erst später auf den Markt gebracht.
3. Comodo IceDragon – Ein Firefox-basierter Browser, welcher auch mit Schutzmechanismen ausgestattet wurde.

### Weitere
1. Comodo Endpoint Security Manager (CESM) – ist eine Software, die zentrale Geräte in einem Netzwerk dazu ausstattet, die Comodo Sicherheitssoftware verteilten zu können.[15][16][17]
2. Comodo Securebox wurde im Juli 2014 veröffentlicht und wurde mit der Western Union mit der Absicht gemeinsam entwickelt, das Problem zu beheben, die Tätigkeiten wie Geldgeschäfte sicher abzuwickeln. Diese Software schützt Anwendungen und deren Tätigkeiten, selbst wenn der Computer mit Malware infiziert ist.[18][19]
3. Comodo System Utilities – diese Software entfernt unnötige Daten vom PC, wie unnötige Registry-Einträge, Cookies, Caches und Verläufe.[20]
4. SurGate Labs – ist eine türkische Software-Firma, welche sich auf sichere E-Mails spezialisiert hat.[21][22][23]
5. Comodo Backup – Seit 2014; Sicheres Backup in eine Cloud.[24]

## Meinungsverschiedenheiten

### Symantec
Als Antwort auf eine Kritik an der Wirksamkeit von gratis Antivirussoftware forderte der CEO der Comodo Group am 18. September 2010 die Konkurrenzfirma Symantec zu einem Vergleichstest hinsichtlich des Schutzes vor Malware heraus. Symantec erwiderte, Comodo solle ihr Produkt durch unabhängige Tester testen lassen.

## Konkurrenz

### Norton AntiVirus
Am 29. September 2010 veröffentlichte Neil J. Rubenking, der leitende Sicherheitsanalytiker der Zeitschrift „PC Magazine“, einen Artikel über Comodo Antivirus 5.0, in dem er schrieb, dass Comodo mehr Malware blockiert als Norton AntiVirus, jedoch weniger effektiv bei ihrer Beseitigung ist. Die Rezension beinhaltet auch, dass Comodo mehrere Fehlalarme hatte, die Comodos Ergebnisse veränderten.